# Earl of Egremont

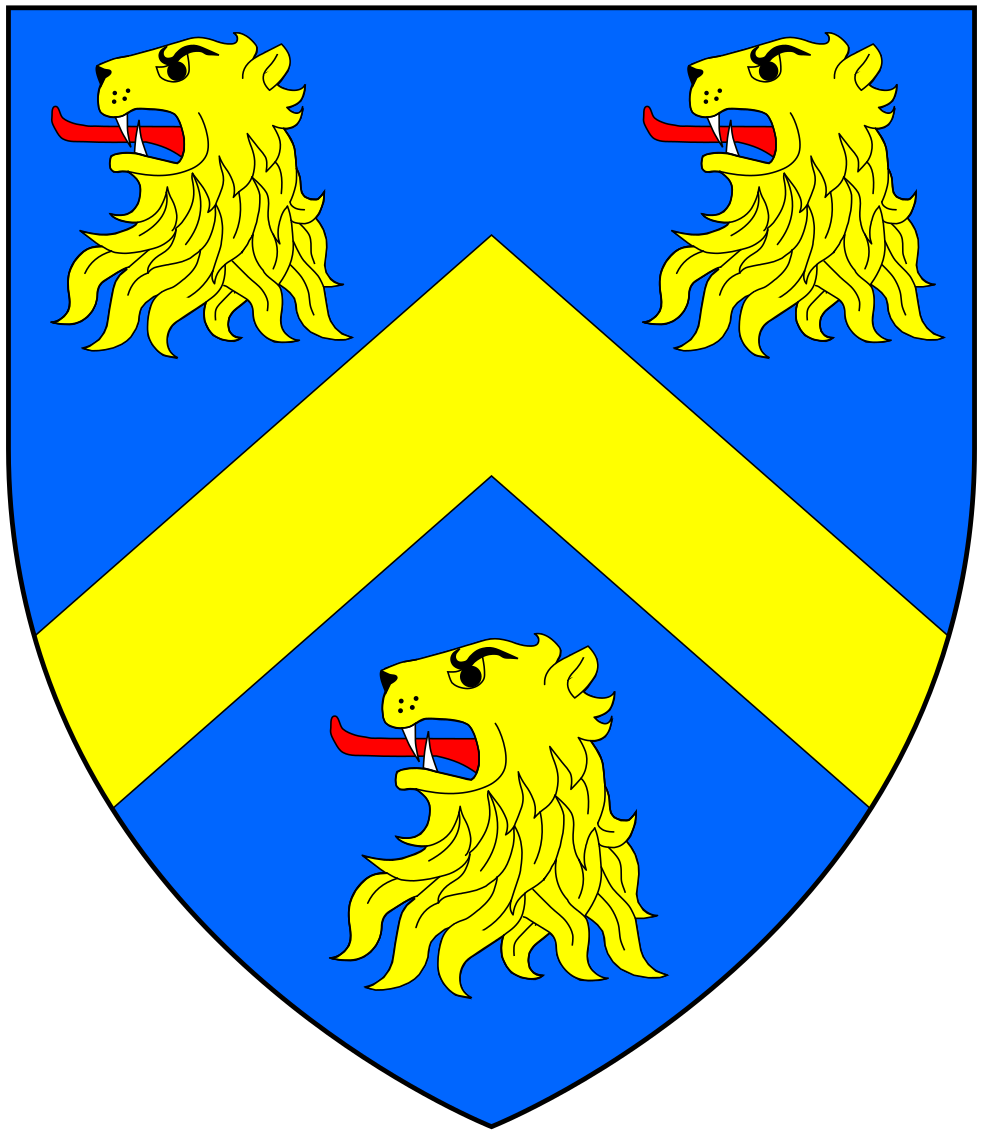
Wappen der Earls of Egremont

Earl of Egremont war ein erblicher britischer Adelstitel in der Peerage of Great Britain. Der Titel war nach dem Ort Egremont im Borough of Copeland in Cumberland benannt.
Familiensitz der Earls war Petworth House in Sussex und ab 1837 Orchard Wyndham in Somerset.

## Verleihung
Der Titel wurde am 3. Oktober 1749 von König Georg II. für Algernon Seymour, 7. Duke of Somerset geschaffen. Zusammen mit der Earlswürde wurde ihm der nachgeordnete Titel Baron Cockermouth, in the County of Cumberland, verliehen. Beide Titel wurden ihm mit dem besonderen Vermerk verliehen, dass diese in Ermangelung männlicher Nachkommen auch an seinen Neffen Sir Charles Wyndham, 4. Baronet und dessen männliche Nachkommen vererbbar sei.
Hintergrund der Verleihung war der Umstand, dass der einzige Sohn des Dukes 1744 kinderlos gestorben war, so dass absehbar war, dass das Dukedom an einen Neffen 5. Grades fallen würde, während sein erhebliches Vermögen an nähere Verwandte in weiblicher Linie vererbt werden sollte. Am 2. Oktober 1749 waren ihm aus gleichem Anlass die Titel Earl of Northumberland und Baron Warkworth mit besonderem Vermerk zugunsten seines Schwiegersohns Sir Hugh Percy, 4. Baronet verliehen worden.
Beim Tod des Dukes fielen die Titel Earl of Egremont und Baron Cockermouth entsprechend an seinen Neffen als 2. Earl.
Die Titel erloschen mit dem kinderlosen Tod von dessen jüngerem Sohn, dem 4. Earl, am 2. April 1845.

## Liste der Earls of Egremont
- Algernon Seymour, 7. Duke of Somerset, 1. Earl of Egremont (1684–1750)
- Charles Wyndham, 2. Earl of Egremont (1710–1763)
- George Wyndham, 3. Earl of Egremont (1751–1837)
- George Wyndham, 4. Earl of Egremont (1786–1845)